# 湘系军阀
湘系军阀為中华民國在大陆時期的地方軍閥派系。与川军、黔军等类似，湘系从来没有形成一个统一的军政体系，内部派系繁杂，争斗不休。其中较大派系為何键系。

## 派系

### 谭延闿系
1923年秋，孙中山委任谭延闿“湖南讨贼军”总司令，拉出了赵恒锡手下的湘军第1师师长宋鹤庚、第2师师长谭延闿、衡阳镇守使谢国光、宝庆镇守使吴剑学、沅陵镇守使蔡钜猷和曾任旅长陈嘉佑等。1924年9月18日，孙中山为策应江浙战争和第二次直奉战争在韶关誓师北伐，在广东的湘系各部编为“建国湘军”，共1.7万人，总司令谭延闿：
- 建国湘军第一军军长宋鹤庚
- 建国湘军第二军军长鲁涤平
- 建国湘军第三军军长谢国光
- 建国湘军第四军军长吴剑学
- 建国湘军第五军军长陈嘉佑
- 建国湘军第六军军长蔡钜猷
- 建国湘军讲武堂：1925年1月谭延闿在广东韶关设立“建国湘军整训处”，筹办建国湘军讲武堂，1925年2月开学。1925年秋改称“国民革命军第二军军官学校”，1926年8月停办。共办三期。其中前两期学员800人。第三期改称中央军事政治学校军官补习班。[2]

1924年10月进军江西被方本仁击败后退回广东，缩编为8个团。1925年改编为国民革命军第二军。1927年由于鲁涤平和谭道源的矛盾，分编出第十三军（后改为第十四军）。1928年两个军缩编为第18师和第50师。中央苏区第一次反围剿战争中，第18师被歼，师长张辉瓒被俘；第50师也损失过半。抗战开始后，两个师被陈诚土木系吸收，分别成为第十八军、第五十四军主力。第50师1944年空运编入驻印军的新六军。

### 湘西地方派系
陈渠珍

## 湘系军队出身的中共将领
- 毛泽东
- 彭德怀
- 陈赓